# 台师高级中学
台山市台师高级中学（原名台山师范学校），是位于中华人民共和国广东省台山市的一所学校。其前身可以追溯到1612年明朝万历四十年的宁阳书院，是台山最早的学堂。1913年，学校改为师范学校。自2000年秋季起，学校开始招收普通高中学生，并于2003年秋季更名为「台山市台师高级中學」。 

## 历史
台师高级中学位于广东省台山市台城环南，是一所历史悠久和优秀的名校。宁阳书院是台师高级中学的前身所在。民国二年（1913年），为了适应县名变更和教育发展的需要，宁阳书院改名为台山师范学校。台山师范学校成立后，获到社会各界贤达的关心和支持，学校的规模不断扩大。1928年，香港台山商会给予台山师范学校大力支持。商会的经理事长李星衢先生筹措了1万港元的捐款，利用拆下的城墙青砖增建了一座两层楼高的教学大楼。这座教学大楼包括8个教室和2个扇形办公室，于1929年完工，并被命名为校祖楼。1930年，台山师范学校建造了自来水供应系统，并购置了发电机以提供照明。1932年，学校扩建了运动场，并兴建了体育室。
1949年新中国成立后，政府对教育非常重视，尤其注重师资培养。逐年拨款修缮和增建校舍，台山师范学校持续发展。在1972年，宁阳书院的中座被改建成一个拥有720个座位的礼堂，成为当时台山最大的学校礼堂。随后，在1973年，办公室、图书馆和阅览室也进行了改建。1987年，全国中等师范学校工作会议提出了对中师办学条件进行标准化的要求。台山市委市政府高度重视此事，并确立了将台山师范学校打造成全省一流师范学校的目标。市委市政府投资了600多万元，并征地150多亩，新建了台山特殊教育中心，原聋哑学校划归台师使用。同时，按照修旧如旧的原则，拨款修缮了濒临危房的宁阳书院，这座历史近200年的古老书院焕发出新的光彩，成为台山的重要文化遗迹。
从1989年到1998年的十年间，台山师范学校得到了众多乡亲和校友的慷慨捐助。旅居香港的黄炳礼先生捐资近1020万港元，建设了黄传经教学楼、黄炳礼大会堂和黄远铭图书馆。另外，旅居香港的李伯荣先生捐资458万港元，兴建了聚英楼、周佩卿楼和教师活动中心。香港台山商会也捐资450万港元，建造了艺术楼。此外，旅居香港的五位乡亲合捐300万港元，建成了科技楼。还有旅居新西兰的余达乐先生捐资80万港元建设了余达乐楼和电脑室，而校友朱正贤先生捐资25万港元建造了朱正贤体育馆。广东省人民政府也补助了58万元用于购置设备。这些捐助使得学校的校园面貌发生了巨大变化，教学设备先进、功能齐全，提供了良好的育人环境。<
2006年5月，台山师范学校成功通过了广东省一级学校标准的验收，被评定为广东省一级学校。

## 著名校友
- 林伟俦
- 李嘉人
- 伍嘉成
- 方庭旺（曾任江门市政协主席、台山市委书记）